# Équipe cycliste State of Matter MAAP
L'équipe cycliste State of Matter MAAP est une équipe cycliste australienne participant aux circuits continentaux de cyclisme et en particulier l'UCI Oceania Tour. L'équipe fait partie des équipes continentales en 2015 et 2016, date de sa dernière saison.

## Histoire de l'équipe
L'équipe obtient le statut d'équipe continentale à partir de 2015.
L'année suivante, elle change de nom et devient State of Matter MAAP. Elle s'arrête à l'issue de cette saison.

## Classements UCI
L'équipe participe aux circuits continentaux et principalement à des épreuves de l'UCI Oceania Tour. Les tableaux ci-dessous présentent les classements de l'équipe sur les différents circuits, ainsi que son meilleur coureur au classement individuel.
UCI Oceania Tour
| Saison | Classement par équipes | Meilleur coureur au classement individuel |
| ------ | ---------------------- | ----------------------------------------- |
| 2015   | 6e                     | David Edwards (13e)                       |

### Championnats nationaux
- Championnats d'Australie de cyclo-cross : 1
  - Élites : 2015 (Paul van der Ploeg)

## State of Matter MAAP en 2016[3]

### Effectif
| Cycliste           | Date de naissance | Nationalité      | Équipe 2015                 |  |
| ------------------ | ----------------- | ---------------- | --------------------------- |  |
| Adam Bull          | 12 avril 1996     | Nouvelle-Zélande |                             |  |
| Ryan Cavanagh      | 22 novembre 1995  | Australie        | CR4C Roanne                 |  |
| Michael Cuming     | 18 décembre 1990  | Royaume-Uni      | JLT Condor                  |  |
| Chris Harper       | 22 novembre 1995  | Australie        |                             |  |
| Naveen John        | 7 avril 1986      | Inde             |                             |  |
| Nicholas Katsonis  | 2 octobre 1994    | Australie        | ChasterMason Giant Racing   |  |
| Jesse Kerrison     | 3 avril 1994      | Australie        | BMC Development             |  |
| Luke Parker        | 11 juillet 1992   | Australie        |                             |  |
| Thomas Robinson    | 30 novembre 1989  | Australie        | ChasterMason Giant Racing   |  |
| Alex Smyth         | 10 décembre 1988  | Australie        | African Wildlife Safaris    |  |
| Dylan Sunderland   | 16 décembre 1993  | Australie        | Lidcombe Auburn CC          |  |
| Josh Taylor        | 21 juillet 1991   | Australie        | ChasterMason Giant Racing   |  |
| Paul van der Ploeg | 9 novembre 1989   | Australie        | Satalyst Giant Racing       |  |
| Alex Wohler        | 11 juillet 1992   | Australie        | CC Villeneuve Saint-Germain |  |

### Victoires
| Date       | Course                                   | Pays             | Classe | Vainqueur      |
| ---------- | ---------------------------------------- | ---------------- | ------ | -------------- |
| 24/01/2016 | 5e étape de la New Zealand Cycle Classic | Nouvelle-Zélande | 2.2    | Michael Cuming |
| 17/06/2016 | 1re étape du Tour de Kumano              | Japon            | 2.2    | Jesse Kerrison |